# Betriebliche Reaktivitätsreserve
Die betriebliche Reaktivitätsreserve eines Kernreaktors vom „Tschernobyl-Typ“ RBMK ist ein Maß für die Anzahl der in den Reaktorkern eingefahrenen Steuerstäbe. 
Diese Kennzahl wird auch als ORM-Wert (engl. Operational Reactivity Margin) bezeichnet.
Sie ist als Reaktivitätsäquivalent derjenigen Steuerstäbe definiert, die sich ganz oder teilweise im Reaktorkern befinden. Ihr Wert wird als Vielfaches des Reaktivitätsäquivalents eines mittleren, vollständig eingefahrenen Steuerstabes angegeben.
Da Steuerstäbe die Leistung und die Kritikalität eines Reaktors beeinflussen, hat der ORM-Wert betriebliche und sicherheitstechnische Bedeutung. 
- Als Reserve ist er für betriebliche Zwecke erforderlich, da bei Lastwechseln, zum Beispiel zur Kompensation der Xenonvergiftung, Steuerstäbe ausgefahren werden müssen, um ein Erlöschen der Kettenreaktion zu vermeiden.

- Aus sicherheitstechnischen Gründen dürfen nicht zu viele Steuerstäbe ausgefahren werden. Denn dieser zu geringe ORM-Wert verstärkt den positiven Void-Effekt des RBMK-Reaktors und vermindert die Abschaltwirksamkeit zu Beginn des Einfahrens der Steuerstäbe.